# 오오토모 카츠히로
오오토모 카츠히로(일본어: 大友克洋, 1954년 4월 14일~)는 일본의 만화가, 영화 감독, 그리고 시나리오 작가다. 그는 유명하고 영향력 있는 만화 애니메이션 아키라의 제작 및 각색자로 잘 알려져 있다. 2006년 장편 영화의 각색과 같은 여러 액션 영화를 감독하고 있다. 대표작으로는 《AKIRA》, 《스팀보이》, 《충사》등이 있다.

## 어린 시절
오오토모는 미야기현 도메시에서 태어나 성장하였다. 어린 시절 테즈카 오사무의 《우주소년 아톰》이나 《밀림의 왕자 레오》 등을 보며 자랐다. 중학교때 만화가의 꿈을 품었으나 고등학교 재학 당시에는 영화에 빠져서 만화와는 멀어졌다. 영화를 보기 위해 3시간 동안 기차를 탔다는 일화가 있다. 영화와 만화 사이에서 고민하던 그는 혼자 할 수 있다는 이유로 만화를 선택하고 1971년에 첫 작품인 〈성냥팔이 소녀〉를 그렸다. 테즈카 오사무의 잡지인 《COM》이나 《리본》 등에 수차례 투고했고 1973년 고등학교를 졸업한 후 미야기를 떠나 만화가가 되기 위해 도쿄로 이사하였다. 1973년 10월 4일 프로스페르 메리메의 단편 소설을 만화화한 첫 번째 작품인 〈총성〉을 잡지 《만화 액션》에 발표하여 데뷔하였다. 이후 《만화 액션》에 단편을 투고하며 경력을 쌓아간다.

## 작품 활동
1979년 만화 잡지 《액션》에 몇 개의 단편을 발표한 후 SF 작품인 《파이어볼》을 발표하였는데 이 작품은 비록 미완이나 1980년 《액션 디럭스》에 기고했던 《동몽》에서 탐구되는 동일한 주제를 담고 있기 때문에 오토모의 경력에서 이정표로 평가되고 있다. 자신이 고른 단편들로 이루어진 첫 단행본 《숏 피스》를 내놓고 《만화 기상천외》라거나 《코믹 어게인》과 같은 SF, 마이너 잡지 등에 기고하여 뉴웨이브 작가라는 이름을 얻는다.
《동몽》은 1980년부터 1983년까지 연재되었고, 일본 SF 대상을 수상하였다. 《만화 액션》에는 《기분은 아직도 전쟁중》(1981년)을 연재했다. 1982년에는 《주간 영 매거진》에 그의 가장 유명한 작품인 《아키라》를 발표하였다. 《아키라》는 그를 단숨에 메이저 작가로 끌어올렸으며 인기에 힘입어 애니메이션으로 제작하기로 결심한다.
1983년에 애니메이션 《환마대전》의 캐릭터 디자인을 맡으면서 애니메이션 관련 작업을 시작하였고 캐논의 광고 애니메이션의 캐릭터나 콘티 작업 등을 진행했다. 옴니버스 애니메이션 《미궁 이야기》의 하나인 〈공사중지명령〉까지 작업한 뒤에 자신의 대표작인 《아키라》의 극장판 애니메이션(1988년)을 발표하였다. 《아키라》는 미국 전역에서도 개봉되었다. 2004년에는 8년만의 장편 《스팀 보이》를, 2007년에는 우루시바라 유키 원작 만화인 《충사》의 감독이 되어 실사영화를 개봉하기도 했다.
2012년에 가진 원화 전시회 '오오토모 카츠히로의 원화전'은 동일본 대지진 후원을 겸했는데 원화 3000점이 전시되어 세계 최대 규모의 만화 원화 전시회였다.

## 수상
- 1984년 제8회 강담사 만화상 (아키라)
- 1983년 제4회 일본 SF 대상 (동몽)

## 대표작

### 만화
| 연도            | 제목              | 출판사          |
| --------------- | ----------------- | --------------- |
| 1984년          | 쇼트 피스         | 기소텐가이샤    |
| 1979년          | 하이웨이 스타     | 기소텐가이샤    |
| 1979년          | 사요나라 닛폰     | 후타바샤        |
| 1981년          | 굿 웨더           | 綺譚社          |
| 1981년          | 헨젤과 그레텔     | 소니슈판        |
| 1982년          | 기분은 이제 전쟁  | 후타바샤        |
| 1982년          | 부기 우기 왈츠    | 綺譚社          |
| 1983년          | 동몽              | 후타바샤        |
| 1983년 ~ 1993년 | 아키라            | 고단샤          |
| 1984년          | 쇼트 피스         | 후타바샤 (복간) |
| 1990년          | 그녀의 추억       | 고단샤          |
| 1996년          | SOS 대도쿄 탐험대 | 고단샤          |

### 애니메이션
| 연도   | 제목                    | 역할              | 제작사                             |  |
| ------ | ----------------------- | ----------------- | ---------------------------------- |  |
| 1982년 | 환마대전                | 캐릭터 디자인     | 가도카와 하루키 사무소, 매드하우스 |  |
| 1987년 | 미궁 이야기             | 감독, 각본        | 가도카와 쇼텐, 매드하우스          |  |
| 1987년 | 로봇 카니발             | 오프닝, 엔딩 감독 | 스튜디오 APPP                      |  |
| 1988년 | 아키라                  | 감독, 각본        |                                    |  |
| 1995년 | 메모리즈                | 총감독            | 스튜디오 4 °C, 매드하우스          |  |
| 2001년 | 메트로폴리스            | 각본              | 가도카와 쇼텐, 매드하우스          |  |
| 2004년 | 스팀보이                | 감독              | 선라이즈                           |  |
| 202?년 | 오비탈 에라 ORBITAL ERA | 감독              | 선라이즈                           |  |
| 202?년 | 아키라 신 애니메이션    | 감독              | 선라이즈                           |  |

### 영화
| 연도   | 제목 | 역할 | 제작사             |
| ------ | ---- | ---- | ------------------ |
| 2006년 | 충사 | 감독 | 충사 필름 프로젝트 |